# Glypta victoriana
Glypta victoriana là một loài tò vò trong họ Ichneumonidae.